# Čačak Angel Warriors
I Čačak Angel Warriors sono una squadra di football americano di Čačak, in Serbia, fondata nel 2006.

## Dettaglio stagioni

### Tornei nazionali

#### Campionato

##### Superliga/Prva Liga (primo livello)
| Stagione | regular season | regular season | regular season | regular season | regular season | regular season | playoff | playoff | playoff | playoff | playoff | playoff    | playoff               |
|          | Vin            | Par            | Per            | Tot            | PF             | PS             | Vin     | Per     | Tot     | PF      | PS      | risultato  | avversaria            |
| -------- | -------------- | -------------- | -------------- | -------------- | -------------- | -------------- | ------- | ------- | ------- | ------- | ------- | ---------- | --------------------- |
| 2011     | 3              | 0              | 4              | 7              | 201            | 164            | 1       | 1       | 2       | 43      | 62      | Semifinale | Kragujevac Wild Boars |
| 2012     | 1              | 0              | 6              | 7              | 155            | 251            | -       | -       | -       | -       | -       | Retrocessi | -                     |
| 2015     | 0              | 0              | 7              | 7              | 50             | 328            | -       | -       | -       | -       | -       | Retrocessi | -                     |
| Totale   | 4              | 0              | 17             | 21             | 406            | 743            | 1       | 1       | 2       | 43      | 62      |            |                       |

Fonti: Enciclopedia del Football - A cura di Roberto Mezzetti

##### Prva Liga (secondo livello)/Druga Liga
| Stagione | regular season | regular season | regular season | regular season | regular season | regular season | playoff | playoff | playoff | playoff | playoff | playoff    | playoff       |
|          | Vin            | Par            | Per            | Tot            | PF             | PS             | Vin     | Per     | Tot     | PF      | PS      | risultato  | avversaria    |
| -------- | -------------- | -------------- | -------------- | -------------- | -------------- | -------------- | ------- | ------- | ------- | ------- | ------- | ---------- | ------------- |
| 2013     | 3              | 0              | 2              | 5              | 261            | 87             | -       | -       | -       | -       | -       | -          | -             |
| 2014     | 5              | 0              | 0              | 5              | 352            | 35             | 1       | 0       | 1       | 44      | 6       | Promossi   | Vrbas Hunters |
| 2016     | 2              | 0              | 4              | 6              | 68             | 191            | -       | -       | -       | -       | -       | -          | -             |
| 2017     | 3              | 0              | 2              | 5              | 102            | 91             | -       | -       | -       | -       | -       | -          | -             |
| 2018     | 3              | 0              | 2              | 5              | 127            | 54             | 0       | 1       | 1       | 26      | 30      | Semifinale | Klek Knights  |
| Totale   | 16             | 0              | 10             | 26             | 910            | 458            | 1       | 1       | 2       | 70      | 36      |            |               |

Fonti: Enciclopedia del Football - A cura di Roberto Mezzetti

### Tornei internazionali

#### EFAF Challenge Cup
| Stagione | regular season | regular season | regular season | regular season | regular season | regular season | playoff | playoff | playoff | playoff | playoff | playoff    | playoff            |
|          | Vin            | Par            | Per            | Tot            | PF             | PS             | Vin     | Per     | Tot     | PF      | PS      | risultato  | avversaria         |
| -------- | -------------- | -------------- | -------------- | -------------- | -------------- | -------------- | ------- | ------- | ------- | ------- | ------- | ---------- | ------------------ |
| 2010     | 1              | 1              | 0              | 2              | 74             | 6              | 0       | 1       | 1       | 0       | 35      | Semifinale | Istanbul Cavaliers |
| Totale   | 1              | 1              | 0              | 2              | 74             | 6              | 0       | 1       | 1       | 0       | 35      |            |                    |

Fonti: Enciclopedia del Football - A cura di Roberto Mezzetti

### Riepilogo fasi finali disputate
| Anno           | Luogo | Evento             | Fase del torneo      | Incontro                                     | Risultato |
| 26 giugno 2010 |       | EFAF Challenge Cup | Semifinale           | Istanbul Cavaliers - Čačak Angel Warriors    | 35 - 0    |
| 9 luglio 2011  |       | Prva Liga          | Semifinale           | Kragujevac Wild Boars - Čačak Angel Warriors | 52 - 0    |
| 22 giugno 2014 | Čačak | Prva Liga          | Spareggio promozione | Čačak Angel Warriors - Vrbas Hunters         | 44 - 6    |
| 3 giugno 2018  |       | Druga Liga         | Semifinale           | Klek Knights - Čačak Angel Warriors          | 30 - 26   |